# André Encrevé
Pour les articles homonymes, voir Encrevé.
André Encrevé, né en 1942, est historien et professeur d'histoire contemporaine émérite à l'université Paris-Est Créteil Val-de-Marne.

## Biographie
Fils du pasteur Auguste Encrevé et frère de Pierre Encrevé, agrégé d'histoire en 1967, il soutient en 1983 une thèse d'État consacrée aux Protestants français au milieu du XIXe siècle : les réformés de 1848 à 1870. Sa carrière universitaire le conduit à être attaché de recherche au CNRS (1969-1975) puis maître de conférences en histoire contemporaine à l'université de Reims (1975-1988), professeur d’histoire contemporaine à l’université de Limoges (1988-1991), à l’université de Caen (1991-1997), et enfin à l'université Paris-Est Créteil Val-de-Marne (1997-2007). Il est professeur émérite en 2007.
Il préside l’Association des historiens contemporanéistes de l’enseignement supérieur et de la recherche (AHCESR) de 2004 à 2007 et l'Association française d'histoire religieuse contemporaine (AFHRC) de 1987 à 1990.
André Encrevé est spécialiste de l'histoire du protestantisme et d'histoire des religions, ainsi que d'histoire du XIXe siècle français. Il est membre du bureau du comité de la Société de l'histoire du protestantisme français et rédacteur en chef du Bulletin de la Société de l'histoire du protestantisme français (1985-2015).
Il participe à la création en 2000 du Groupe de recherches sur l’histoire des protestantismes (GRHP), avec Bernard Roussel et Marianne Carbonnier-Burkard.
André Encrevé est également un spécialiste de l'œuvre de Charles Gide, dont il a publié les articles parus dans les revues protestantes en 2007.

## Distinctions
- 2010 : docteur honoris causa de l'Institut protestant de théologie – Faculté de théologie protestante de Paris[1].

## Publications

### Ouvrages
- Les Protestants en France de 1800 à nos jours : Histoire d'une réintégration, Paris, Stock, 1985, 281 p. (ISBN 2-234-01815-3) Recension.
- Protestants français au milieu du XIXe siècle : les réformés de 1848 à 1870, Genève, Labor et Fides, coll. « Histoire et société n°8 », 1986, 1121 p. (ISBN 978-2-8309-0028-6, lire en ligne).
- L'expérience et la foi : pensée et vie religieuse des huguenots au XIXe siècle, Genève, Labor et Fides, 2001, 424 p. (ISBN 978-2-8309-1013-1, lire en ligne).
- La France de 1870 à 1914. Les succès de la République, Paris, Puf, coll. « Que sais-je ? », no 3760, 2006  (ISBN 9782130542162).
- Le Second Empire, Paris, Puf, coll. « Que sais-je ? », no 739,  (ISBN 978-2-13-054403-6).
- Charles Gide. Revues protestantes, textes présentés et annotés par André Encrevé, Paris, Comité pour l’édition des œuvres de Charles Gide – L’Harmattan, 2007, 388 p. (coll. « Les œuvres de Charles Gide », vol. VIII).  (ISBN 978-2296034495).
- Les Protestants et la vie politique française : De la Révolution à nos jours, CNRS Éditions, 2020, 600 p. (ISBN 9782271120571)[4].

### Ouvrages en collaboration
- La France au XIXe siècle, 1814-1914, avec Dominique Barjot et Jean-Pierre Chaline, Paris, Puf, coll. « Quadrige », 2005 656 p.  (ISBN 9782130567875).

### Direction d'ouvrages
- Dictionnaire biographique des protestants français de 1787 à nos jours, codirection avec Patrick Cabanel, Éditions de Paris/Max Chaleil, Tome 1, A-C (2015) Tome 2, D-G (2020), Tome 3, H-L (2022), Tome 4, M-Q (2024).
- Les Protestants, vol. 5 du Dictionnaire du monde religieux dans la France contemporaine, Paris, éd. Beauchesne, 1993  (ISBN 978-2701012612).